# Laguna Salada (Mexiko)

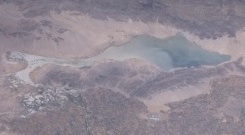
Laguna Salada

Laguna Salada, (spanska "salt lagun"), är en vidsträckt torrlagd lagun, cirka 10 meter under havsytan i Sonoraöknen i Baja California i Mexiko, 30 km sydväst om Mexicali.
Den forna lagunen Laguna Salada är numera en sandslätt. Den börjar i Cerro El Centinela och sträcker sig söderut mellan Sierra Cucapá och Sierra de Juárez, inom kommunen Mexicali, Mexiko. För närvarande är denna region det lägsta området i hela landet med en höjd cirka 10 meter under havsytan.
Den salta och sandiga lagunen är en del av Coloradoflodens deltasystem och har historiskt sett varit en reservoar för överflödigt vatten, såväl som ovanligt höga tidvatten från Californiaviken, fram till byggandet av den federala motorväg 5 som det går från Mexicali till San Felipe.
En av de sista gångerna som det fanns vatten i Laguna Salada var mellan slutet av 1970-talet och mitten av 1980-talet. Vattnets utbredning under dessa år varierade; vid något tillfälle var lagunen 60 km lång, 17 km bred och mellan 20 cm och 4 meter djup. Den volymen erbjöd möjligheter till fiske och turism. Från slutet av åttiotalet och fram till idag är Lagunbassängen övervägande torr, med undantag för en kort period mellan 1997 och 1999.